# A2高速公路 (波蘭)
A2高速公路（波蘭語：Autostrada A2），正式名稱為自由高速公路（Autostrada Wolności），是波蘭一條高速公路，橫貫國境中部。西起波德邊境希維茨科（與德國12號高速公路相連），經波茲南、科寧、羅茲，首都華沙以及謝德爾采，東至波白邊境泰雷斯波爾，並與白俄羅斯M1公路相連。
公路始建於1977年，1985年開始分階段通車。目前華沙以東路段正在動工。完成後全長610公里。
公路是欧洲E30公路的一部份。